# Manowar
Manowar er et amerikansk heavy metalband fra Auburn, New York. Gruppen blev dannet i 1980 og er bedst kendt for sine tekster baseret på fantasy (særligt sword and sorcery) og mytologi (særligt nordisk mytologi og græsk-romersk mytologi). Bandet er også kendt for en larmende bombastisk lyd. I et interview med MTV beklagede bassist Joey DeMaio "i dag er der virkelig mangel på stor, episk metal, der er søbet i knusende guitarer og kor og stor orkestrering... så det er rart at være et af de få bands, som faktisk gør det." I 1984 kom bandet i Guinness Rekordbog for at spille den højeste koncert nogensinde - en rekord som de siden har slået to gange. De har også rekorden for verdens længste heavy metal koncert, for at have spillet i 5 timer og 1 minut i Bulgarien under Kavarna Rock Fest i 2008. De er også kendt for deres slogen "Død over falsk metal" ("Death to false metal").
Selvom bandet aldrig har opnået en mainstream kommerciel succes i USA, har de fået en stor gruppe kulttilhængere. Dedikerede fans er kendt som og bliver omtalt af bandet som "Metal Warriors", "Manowarriors", "Immortals" eller "Brothers of Metal".

## Medlemmer
Nuværende medlemmer
- Joey DeMaio – bas, guitar, keyboard, klassisk guitar (1980–nu)
- Eric Adams – vokal (1980–nu)

Tidligere medlemmer
- Carl Canedy – trommer, percussion (1980–1981)
- Ross "The Boss" Friedman – guitar, keyboard (1980–1989)
- Donnie Hamzik – trommer, percussion (1981–1983, 2009–2017)
- Scott Columbus – trommer, percussion (1983–1991, 1994–2008; død 2011)
- David Shankle – guitar (1989–1994)
- Kenny Earl "Rhino" Edwards – trommer, percussion (1991–1994, 2008–2009)
- Karl Logan – guitar, keyboard, klassisk guitar (1994–2018)

Tidslinje

## Arv og indflydelse på andre kunstnere
Manowar har haft en vigtig rolle i heavy metalmusikkens historie og udvikling og de har haft stor indflydelse på heavy metalgenren og særligt på undergenre som Power metal, Epic/ Symphonic/ Melodic Metal, Viking metal, War metal, Pagan metal, Folk metal, Doom metal, Gothic Metal og dødsmetal og "på alle power metalbands der er opstået de seneste 25 år". "Manowars indflydelse på rockmusikindustrien er ubestridelig, de har sat deres eftertryk på heavy metalgenren takket være en kombination af unikt håndværk og karakteristisk sangskrivning".
Manowar har påvirket et enormt antal metalbands og kunstnere fra hele verden heriblandt Sabaton, Burning Witches, Rhapsody of Fire, Brothers of Metal, Warkings Amon Amarth Battle Beast, Beast in Black, Death, Elvenking, Symphony X, Firewind, Abbath Battleroar, Exmortus, Hammer King, Jack Starr's Burning Starr, Battle Born, Rocka Rollas, Týr, Warrior Path, Wotan, Wizard, HammerFall, Van Canto, Ensiferum, Avatar, Trivium, Majesty, Angra, Eternal Champion, Evertale, Death Dealer, Burning Point, Crystal Viper, Scared Outcry, Imperial Age, Therion, Hercules, Lost Horizon, Visigoth, Atlantean Kodex, Vhäldemar, Grand Magus, HolyHell, Skelator, Doomsword, Ironsword, Metal Law, Orden Ogan Pegazus, Battlerage, Hellish War, Holy Martyr, Grey Wolf, Moonspell Cryonic Temple, Runelord, Iron Kobra, Trick or Treat Hürlement, Assedium, Wrathblade, Rosae Crucis, Validor, Stormburner, Hysterica, Stormwarrior, Skullview, Steelpreacher, Kramp, Mike Lepond's Silent Assassins, Axe Steeler, Paladine, Vanlade, Claymorean, Arch Enemy, Korpiklaani, Marius Danielsen, Seven Witches, Adramelch, Steel Attack, Stormwarrior, Aktarum, Atramentus, Derdian, Dread Sovereign, White Skull, Heathen Foray, High Reeper& Hippie Death Cult, Ironflame, Khemmis, Nocturnal, Seven Kingdom, Silver Bullet, Vanir, Veonity, Winter's Verge, Winterhymn, Wintersun, Falconer, Children of Bodom Destroy Destroy Destroy Holy Dragons Arryan Path, Guardians of Time, Sons of Apollo, Sound Storm, Sulphur Aeon, Unleash the Archers Wolfthooth, Crom, Coronatus Perpetual EtudeBrainstorm Untamed Land Feuerschwanz Immortal, Satanic Warmaster og mange flere.

## Diskografi

### Albums
- Battle Hymns (1982)
- Into Glory Ride (1983)
- Hail to England (1984)
- Sign of the Hammer (1984)
- Fighting the World (1987)
- Kings of Metal (1988)
- The Triumph of Steel (1992)
- Louder Than Hell (1996)
- Warriors of the World (2002)
- Gods of War (2007)
- The Lord of Steel (2012)
- Kings of Metal MMXIV (2014)

### Opsamlinger
- Manowar Kills (1992)
- The Hell of Steel: Best of Manowar (1994)
- The Kingdom of Steel: The Very Best of Manowar (1996)
- Anthology (1997)
- Steel Warriors (1998)

### Singler
- Defender (1983)
- All Men Play on 10 (1984)
- Blow Your Speakers (1987)
- Herz Aus Stahl (1988)
- Metal Warriors (1992)
- Defender (remixed) (1993)
- Return of the Warlord (1996)
- Courage (1996)
- Courage Live (1996)
- Number 1 (1996)
- Live in Spain (1998)
- Live in Portugal (1998)
- Live in France (1998)
- Live in Germany (1998)
- Warriors of the World United (2002)
- An American Trilogy" / "The Fight for Freedom (2002)
- Dawn of Battle (2002)
- King of Kings  (2005)
- Thunder in the Sky (2009)

### VHS/DVD
- Secrets of Steel (VHS) (1997)
- Hell on Earth Part I (DVD) (2000)
- Fire and Blood (DVD) (2002)
- Warriors of the World United (DVD) (2002)
- Hell on Earth Part III (DVD) (2003)
- Hell on Earth Part IV (DVD) (2005)
- The Day the Earth Shook – The Absolute Power (DVD) (2006)
- Magic Circle Festival Volume 1 (DVD) (2007)
- Magic Circle Festival Volume 2 (DVD) (2008)
- Hell on Earth Part V (DVD) (2009)